# Konopi-kastély
A Konopi-kastély Odvoson (románul: Odvoș), Arad megyében, Romániában található. A Maros folyó jobb partján, a Hegyes-Drócsa lábánál fekszik.

## Története
A több ezer holdas erdő és szántóterülettel rendelkező odvosi uradalom birtokosai a 15. századig visszamenőleg ismertek. Az 1784-es román parasztlázadás idején feldúlták az udvarházat, az 1800-as évek elején klasszicista stílusban építették újjá. Utolsó neves gazdája Konopi Kálmán volt, aki külföldi tanulmányai után 1911-ben hazatérve saját birtokán búzatermesztéssel és búzanemesítéssel foglalkozott.
A második világháborút követő államosítás után úttörőtáborok helyéül szolgált a kastély hosszú évtizedekig. Az 1989-es decemberi rendszerváltás után a Konopi család Svájcban élő leszármazottai visszaigényelték és vissza is kapták a kastélyt, de a külföldön élő tulajdonosának nincs elegendő pénze a felújításra. Jelenleg megvásárolható.

## A templom
A templomot Forray András építette, melynek a Boldogasszony tiszteletére emelt szentélyét már 1769-ben megáldották, bár a templom csak 1774-re készült el. Konopi Kálmánt a kastélyparkban álló római katolikus templom mellett helyzeték örök nyugalomra, 1947-ben. Sírköve ma is látható a szebb időket megélt ferences kápolna falában.
Ma látványa elszomorító: megrepedezett falak, korhadt padló, omladozó vakolat és a több helyen beszakadt mennyezet árulkodik arról, hogy itt évek óta nem tartanak szentmisét. Nincs kinek, a faluban ugyanis csupán egy-két római katolikus maradt. És ők őrzik lassan egy évtizede a templom kapu kulcsát is. 2007-ben a máriaradnai plébános tartott itt misét utoljára egy zarándoklat alkalmával, de korábban 2004-ig évente jöttek a zarándokok. A templom pár évvel ezelőtt a temesvári egyházmegye hatáskörébe került. Felújítására viszont nincs pénz.